# Nephesa rubrotestacea
Nephesa rubrotestacea är en insektsart som beskrevs av Melichar 1902. Nephesa rubrotestacea ingår i släktet Nephesa och familjen Flatidae. Inga underarter finns listade i Catalogue of Life.